# Inhulets
Inhulets (tiếng Ukraina: Інгулець) là sông phụ lưu hữu ngạn của sông Dnepr, chảy qua Ukraina. Sông có chiều dài 557 km và diện tích lưu vực 14.460 km².
Sông Inhulets có nguồn tại vùng cao Dnepr trong một khe núi (balka) ở phía tây của làng Topylo, thuộc huyện Kropyvnytskyi của tỉnh Kirovohrad, cách sông Dnepr 30 km. Ban đầu hai sông chảy song song, sau đó Inhulets chuyển hướng nam, chảy qua bồn địa quặng sắt Kryvbas, và các tỉnh Kherson và Mykolaiv, cuối cùng đổ vào sông Dnepr cách khoảng 30 km về phía đông của thành phố Kherson. Sông chảy qua các mũi phía nam của vùng cao Dnepr và sau đó chảy qua vùng đất thấp Biển Đen. Phần thượng du của lưu vực Inhulets thuộc đới thảo nguyên rừng, phần hạ du thuộc thảo nguyên Pontus.
Sông có đập chắn tại làng Iskrivka thuộc tỉnh Kirovohrad và khoảng 30 km xa hơn về hạ du tại thành phố Kryvyi Rih thuộc tỉnh Dnipropetrovsk và hình thành các hồ chứa nước. Hồ chứa nước Karachuniv cung cấp nước cho Kryvyi Rih và cho tưới tiêu. Ngày 14 tháng 9 năm 2022, Chính phủ Ukraina cho biết một cuộc tấn công bằng tên lửa của Nga đã làm vỡ đập
Dòng chảy sông tại Kryvyi Rih tạo ra nhiều đảo nhỏ, có thảm thực vật phong phú. Tuy nhiên, thảm thực vật bị tổn hại do mức độ ô nhiễm cao của sông, bắt nguồn từ ngành khai thác quặng sắt lân cận.
Các đô thị nằm ven sông gồm có Oleksandriia, Kryvyi Rih, Shyroke, Inhulets (thành phố cũ đã sáp nhập vào Kryvyi Rih), và Snihurivka.
Quốc lộ M14 qua sông Inhulets trên cầu Daryivka, tuyến đường này nối hai thành phố Kherson và Beryslav.
FC Inhulets Petrove là một đội bóng đá chuyên nghiệp tại Ukraina, được đặt tên theo sông Inhulets.
Phụ lưu
- Tả ngạn: Berezivka, Zelena, Zhovta, Saksahan, Kobylna
- Hữu ngạn: Beshka, Bokova, Vysun

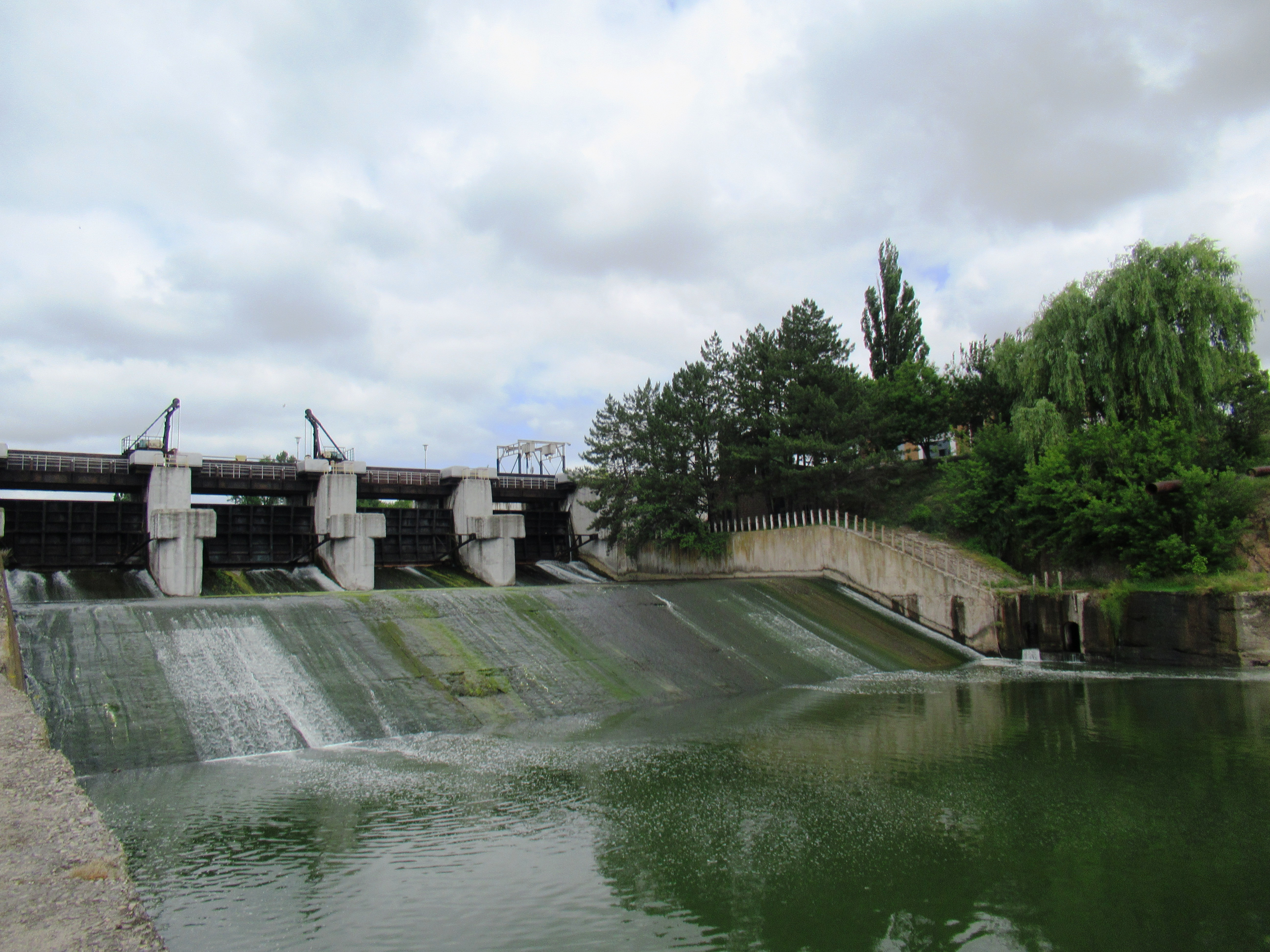
Đập nước tại Iskrivka
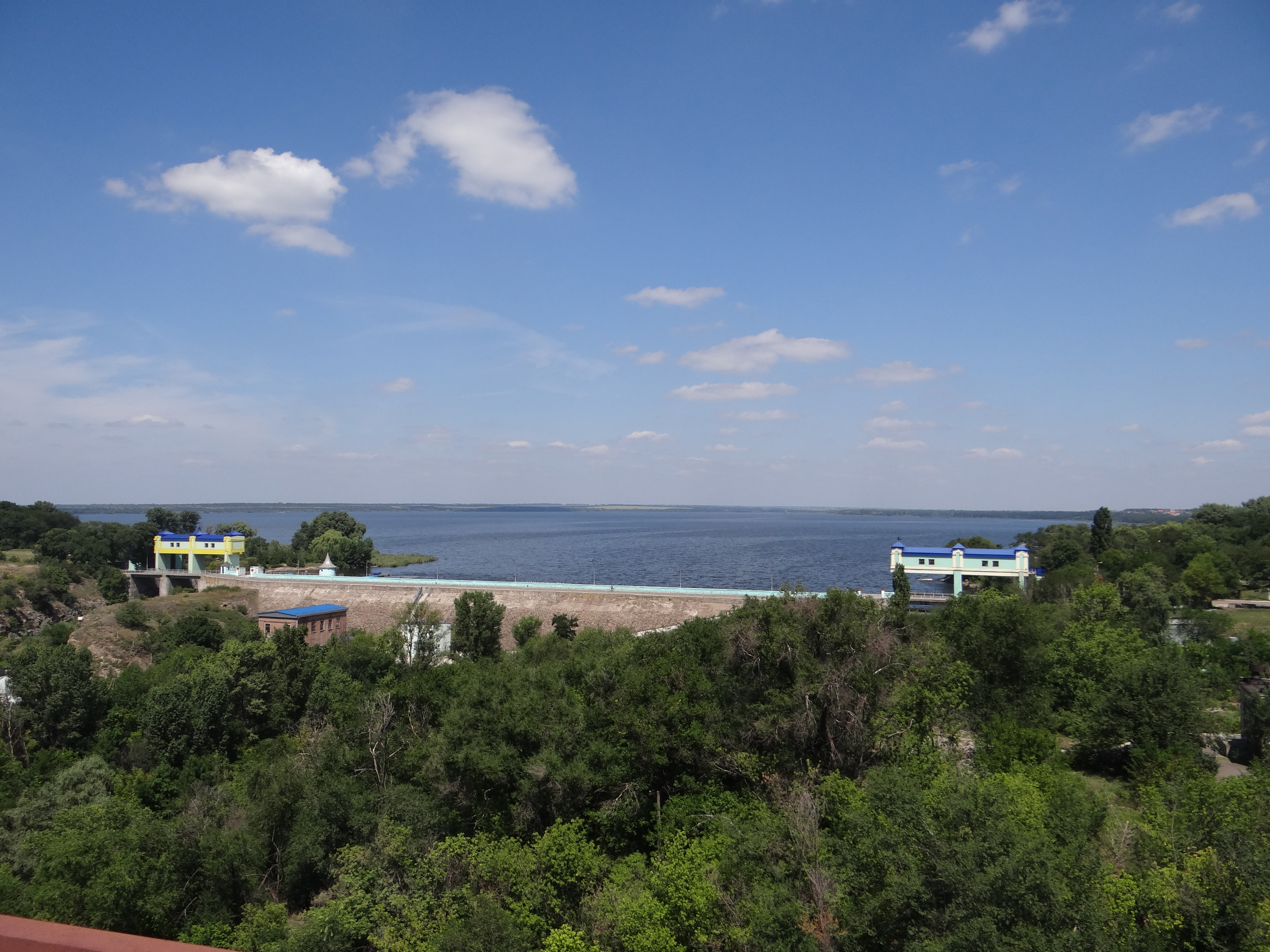
Đập nước và hồ chứa Karachuniv tại Kryvyi Rih năm 2013